# Curt Goetz
 (décembre 2022).
Si vous disposez d'ouvrages ou d'articles de référence ou si vous connaissez des sites web de qualité traitant du thème abordé ici, merci de compléter l'article en donnant les références utiles à sa vérifiabilité et en les liant à la section « Notes et références ».
Pour les articles homonymes, voir Goetz.
Curt Goetz (né Kurt Walter Götz, le 17 novembre 1888 à Mayence, mort le 12 septembre 1960 à Grabs) est un écrivain et acteur germano-suisse.

## Biographie
Curt Goetz est le fils d'un homme d'affaires évangélique suisse, Bernard Alexander Heinrich Werner Götz, originaire de Binningen, et de son épouse, Selma Rocco. Le père meurt en 1890, sa mère retourne à Halle, sa ville d'origine, où elle dirige une clinique privée. Après son abitur, à 18 ans, il fait seulement un an d'études à l'université de cette ville. Le beau-père encourage d'abord son talent musical - Curt a appris à jouer du violoncelle. Après des cours avec l'acteur berlinois Emanuel Reicher, également financé par le beau-père, il fait ses débuts sur scène en 1907 à Rostock et écrit ses premiers sketchs.
De 1909 à 1911, il joue au Intimen Theater de Nuremberg avant d'aller à Berlin (au Kleinen Theater, Lessingtheater ou Deutsches Künstlertheater). Il écrit ses premières pièces de boulevard. Il se fait appeler maintenant en tant qu'acteur Curt Goetz.
En 1912, il épouse l'actrice Erna Nitter (de), dont il divorce en 1917. Curt Goetz joue dans de nombreux films muets, principalement des policiers, y compris dirigé par Harry Piel, souvent un adversaire du personnage principal, souvent aussi avec Max Landa. Il commence à écrire des scénarios pour des films muets.
Le 20 décembre 1923, il épouse à Berlin Valérie von Martens qu'il a rencontrée au printemps de la même année à Vienne à l'occasion de la représentation de sa pièce Ingeborg, dans laquelle tous deux jouent les rôles principaux.
En 1927, il rencontre le fondateur de son ensemble et part en tournée avec ses pièces de théâtre. En 1939, il se rend à Hollywood, soi-disant pour étudier le cinéma. Il reste avec sa femme aux États-Unis durant la Seconde Guerre mondiale avec bon nombre de personnages de son entourage professionnel, souvent d'origine juive, comme le réalisateur Reinhold Schünzel.
Sous contrat avec la MGM, Goetz écrit des scénarios. Après le succès de La Femme aux deux visages avec Greta Garbo, on lui propose un contrat de cinq ans qu'il refuse parce qu'il ne veut pas avoir d'expérience américaine. Lui et son épouse achètent une ferme avicole à Van Nuys, près de Beverly Hills.
Il y écrit la nouvelle Tatjana et un roman, Die Tote von Beverly Hills, ainsi qu'une nouvelle version de sa pièce Hokuspokus. Il monte l'acte Die tote Tante, qui fera partie de Das Haus in Montevideo, qu'il joue avec Valérie au Playhouse Theatre à Broadway. Après la fin de la Seconde Guerre mondiale, le couple s'installe en Suisse puis, à la fin des années 1950, à Schaan (Liechtenstein). Il meurt en Suisse en 1960 et se fait enterrer au Friedhof Heerstraße à Berlin, où sa tombe est entretenue comme la tombe d'une personne honorifique.
En 1985, sa veuve crée un prix remis tous les cinq ans à des personnes perpétuant son esprit de la comédie et qui est remis à : Carl-Heinz Schroth (de), Anaid Iplicjian, Wolfgang Spier, Nicole Heesters, Ilja Richter (de), Harald Martenstein.

## Œuvres

### Pièces de théâtre
- Der Lampenschirm (1911)
- Nachtbeleuchtung (1918, v. 1919)
- Menagerie (1919)
- Ingeborg (1922)
- Die tote Tante und andere Begebenheiten (1924)
- Hokuspokus (1926)
- Der Lügner und die Nonne (1928)
- Dr. med. Hiob Prätorius, Facharzt für Chirurgie und Frauenleiden. 1929
- Frauenarzt Dr. med. Hiob Prätorius (Nouvelle version) (1934)
- Das Haus in Montevideo (1945)
- Hokuspokus Neufassung (1953)
- Dr. med. Hiob Prätorius (Nouvelle version) (1953)
- Nichts Neues in Hollywood (1956)
- Miniaturen (1958)
- Seifenblasen (1962)

### Prose
- Tatjana (nouvelle, 1944)
- Die Tote von Beverly Hills (roman, 1951)

## Filmographie

### Comme acteur
- 1912 : Schwarzes Blut
- 1915 : Nur nicht heiraten
- 1916 : Der Mann ohne Kopf
- 1916 : Der Hund mit dem Monokel
- 1916 : Fliegende Schatten
- 1917 : Gefangene Seele
- 1918 : Je ne voudrais pas être un homme
- 1918 : Fantasie des Artiste Caré
- 1919 : Die beiden Gatten der Frau Ruth
- 1919 : Graf Sylvains Rache
- 1920 : Das Skelett des Herrn Markutius
- 1920 : Die Dame in Schwarz
- 1922 : Tragödie der Liebe – 4. Teil
- 1923 : Tout pour l'or (Alles für Geld) de Reinhold Schünzel
- 1923 : Tragödie der Liebe de Joe May
- 1938 : Napoleon ist an allem schuld
- 1950 : Docteur Praetorius
- 1951 : La Maison de Montevideo
- 1953 : Hokuspokus

### Comme scénariste ou dialoguiste
- 1916 : Fliegende Schatten
- 1918 : Katinka
- 1918 : Fantasie des Artiste Caré
- 1920 : Das Skelett des Herrn Markutius
- 1920 : Die Dame in Schwarz
- 1922 : Friedrich Schiller, eine Dichterjugend
- 1930 : Hokuspokus de Gustav Ucicky
- 1936 : Glückskinder
- 1937 : Land der Liebe
- 1937 : Les Sept Gifles (Sieben Ohrfeigen)
- 1938 : Napoleon ist an allem schuld
- The Road to Rome avec Joseph L. Mankiewicz (non réalisé)
- 1941 : La Femme aux deux visages
- 1950 : Docteur Praetorius
- 1951 : La Maison de Montevideo
- 1953 : Der Hund im Hirn
- 1953 : Hokuspokus de Kurt Hoffmann

### Comme réalisateur
- 1922 : Friedrich Schiller, eine Dichterjugend
- 1938 : Napoleon ist an allem schuld
- 1950 : Docteur Praetorius
- 1951 : La Maison de Montevideo

## Crédit d'auteurs
- (de) Cet article est partiellement ou en totalité issu de l’article de Wikipédia en allemand intitulé « Curt Goetz » (voir la liste des auteurs).